# Airspeed Ambassador
Airspeed AS.57 Ambassador – brytyjski dwusilnikowy samolot pasażerski krótkiego i średniego zasięgu zaprojektowany przez Airspeed Limited. Samolot zaprojektowany jako następca DC-3. We wrześniu 1948 British European Airways zamówiło 20 samolotów AS.57 Ambassador 2. Samolot użytkowany w latach 1952–58, wyparty przez Vickers Viscount.

## Konstrukcja
Górnopłat o konstrukcji całkowicie metalowej z potrójnym usterzeniem pionowym. Podwozie trójpodporowe z kołem przednim, chowane w locie. Śmigła czterołopatowe.